# 東方不敗マスター・アジア
東方不敗マスター・アジア（とうほうふはい マスターアジア）は、アニメ『機動武闘伝Gガンダム』に登場する架空の人物。
本名・旧リングネーム：シュウジ・クロス。声優は秋元羊介。

## 人物紹介
- 生年月日:F.C10年2月22日
- 年齢:49歳
- 身長:193cm
- 体重:80kg
- 血液型:AB型
- 星座:魚座
- 特技:流派東方不敗、四川料理、詩歌

## 概要
主人公ドモン・カッシュの師匠であり、中盤以降のライバル。出身は地球（ネオホンコン）。年齢は49歳。
流派東方不敗という拳法の流派を完成させた武道の達人で、その拳法の冴えは生身の体と腰布のみでモビルスーツを粉々に破壊するほどである。また、シャッフル同盟の一員であり、“キング・オブ・ハート”の称号を持つ（この称号は後にドモンに譲られた）。第12回大会では、ネオイングランドの3連覇による銃火器重視の風潮から、健全な格闘戦への回帰とガンダムファイトの正当性を確かめるべく、ネオホンコン代表として参戦。優勝しネオホンコンに覇権をもたらした。第13回大会にも前回優勝者として引き続き出場している。
“東方不敗”は異名であり、正式名称はマスター・アジアである。番組テロップもマスター・アジア名義で表記されており、東方不敗は企画時の仮名称が本編でも残ったものである。本放送当時のムックなどでも名称は統一されているが、『スーパーロボット大戦シリーズ』などのゲーム作品では、東方不敗が通称として表記されることもある。また、名称の由来は武侠小説『秘曲 笑傲江湖』に登場するキャラクター東方不敗であり、初登場時は映画『スウォーズマン／女神伝説の章』の東方不敗役のブリジット・リンを模倣したシチュエーションを披露した。
また、マスター・アジアの若い頃を描いた漫画『機動武闘外伝ガンダムファイト7th』では、本名シュウジ・クロスでネオジャパン所属の日本人として、ガンダムファイトに出場している。ネオジャパン代表ファイターとして第7回ガンダムファイトに挑む（搭乗機はヤマトガンダム）が、その最中Dr.カオスの陰謀を知り、その企てをつぶすために奔走することとなった。なおこの作品において彼は当大会優勝者であるウォルフ・ハインリッヒの駆るカイザーガンダムの前に完敗している。雑誌「ガンダムエース」掲載の紹介文によれば、その後決勝戦を放棄したことによりネオジャパンを放逐され、ネオホンコンにたどり着いたとされる。
第13回ガンダムファイト決勝大会時に起こった出来事を描いたウェブ小説『機動武闘伝Gガンダム外伝 The East is Burning Red 天地天愕』では姉弟子の独狐求敗、テレビ本編終了から12年後を描いたウェブ小説『機動武闘伝Gガンダム外伝 The East is Burning Red 三侠新傳 ～東方の珠～』では息子のマスター・ジュニアの存在が判明する。

## 師弟関係
ドモン・カッシュに幼い頃から拳法を仕込んだ師匠である。
出会いはドモンが8歳の頃。自分の置かれている環境に疑問を持ち家出をしたドモンは、武器密輸船に潜りこんでコロニーを出ようとするが、密輸船の乗員に捕まってしまう。そこに偶然潜入していた東方不敗に助けられ、その強さに憧れ弟子入りするに至る。修行の中でドモンに格闘家としての技術や心構えを教えた。当時の孤独だったドモンにとっては師弟以上に実の親子とも言えるほどの強い絆を結んだ人物である。

## 思想
第12回大会で優勝し高みに立っていた彼は、ガンダムファイトの陰で荒廃していく地球の姿を目の当たりにし、ガンダムファイトがもたらす弊害を身をもって実感すると共に、環境破壊の一端を自分自身で担ってしまったことに深く絶望する。
かつてのシャッフル同盟の仲間たちと袂を分かった彼は、デビルガンダムが導き出した「地球環境汚染の原因である人類の抹殺」という結論に賛同すると共に、人類の虐殺と地球環境の浄化を至上命題として事件の裏で暗躍し、デビルガンダムの破壊を目的とするドモンの前に敵として立ちはだかる。
彼自身の肉体は病に冒されており、デビルガンダムの能力を引き出すための生体ユニットとしては不適であったため、傷ついたキョウジの代わりの生体ユニットとして、最高のガンダムファイターであるドモンを使おうと考えていた。

## 劇中での活躍
初登場は第12話。生身でデスアーミー軍団を薙ぎ倒して登場を果たした。最初は共にデビルガンダムを追う協力者を装っていたが、裏では密かにチボデーらにDG細胞を植え付けて傀儡にするなど暗躍しており、ドモンがデビルガンダムに近づくやその本性を現してドモンにもデビルガンダムに付くよう要求するもそれを拒まれた事で完全にドモンと対立する。
その後も流派東方不敗を駆使し、ドモン達の前に幾度となく壁として立ちはだかるが、ギアナ高地での戦いでデビルガンダムと共にドモンに襲いかかった際には明鏡止水の境地に達したドモンによってデビルガンダムを中破させられ、自身も大きな痛手を負わされて退けられてしまう。
しかし、それでも野望を捨て切れなかった彼は、同じくデビルガンダムの復活を企む現ネオホンコン元首のウォン・ユンファと組んでデビルガンダムの再生を進め、第13回決勝大会開会式において姿を現した際には自身が優勝した暁には「東西南北中央不敗スーパー・アジア」に改名すると宣言。
決勝バトルロイヤルにおいて弟子のドモンとの石破天驚拳の壮絶な撃ち合いの末、石破天驚ゴッドフィンガーを浴びて敗北。ドモンのとどめの一撃を食らい、機体が爆発寸前に至る中、成長した弟子の姿に安堵のほほ笑みを見せながら「本物のキング・オブ・ハート」として認めた。
戦闘後、虫の息の状態でドモンの胸に抱かれながら交わした最後の会話の中で、ドモンが導き出した「人間もまた自然の一部である」という答えを受け入れ、大切なことに気づくきっかけを与えてくれた愛弟子に感謝し和解する。そして、後を若者たちに託し、ドモンに看取られながら息を引き取った。
その後も苦悩するドモンの前に幻影として現れ、キョウジらと共にドモンを叱咤激励している。
『機動武闘伝Gガンダム』の武侠的な世界観を体現した人物であり、数多くの強烈な台詞回しと濃いキャラクター性を有している。

## 漫画版

### ボンボンKC（漫画 ときた洸一）版
初登場はRound4「VSボルトガンダム ガンダムローズ」。アニメとは異なり、道着型のファイティングスーツを着用している。ネオ香港の廃墟でドモンと共にガンダムヘッドに襲われた際、生身での石破天驚拳にて撃破している。
ドモンとの最後の戦いを終え、新宿で再会してから最初で最後の流派東方不敗の掛け合いを行うが、最後の一文を言う前に息を引き取る。

## 主な搭乗機
- GF7-013NJ ヤマトガンダム
- シャッフル・ハート
- GF12-035NH (GF13-001NH) クーロンガンダム
- GF13-001NHII マスターガンダム

## テーマソング
- 男道、獣道／マスターアジアの恨み節

作詞 - 安藤芳彦、作曲･編曲 - 兼崎順一、歌 - 秋元羊介
- ステ犬のブルース

作詞 - 安藤芳彦、作曲･編曲 - 保刈久明、歌 - 関智一、天野由梨、秋元羊介

## その他
- 秋元羊介はマスター・アジア役に関して「ストレスの残らない　役者冥利に尽きるいい役。楽しんで遊べる役」と評し、またストーカーとの二役に関しても「しんどいと思ったことは無かった」と話している。またマスターの最期に関しても「彼は東方不敗ーマスター・アジアをまっとうしたんじゃないかなァ。彼なりによくやったと思います」と評している[1]。
- CDドラマ「世界高達骨牌拳」ではドモン達を匿名名義の手紙で映画館に招待。自身は観客として映画館にいたが、サイサイシー達のマナーの悪さや映画館の環境の悪さに辟易し愚痴を言ったり、映画の自分がブーイングを浴びた際は怒鳴るなどコミカルな面が多いが、ドモン達にはまったく気づかれず、最後はエンディングの途中で勝手に帰ろうとするドモンと小競り合いじみた闘いの末、ドモンがゴッドガンダムを呼んだために映画館が倒壊し、弁償させられる羽目になってしまう。
- ギアナ高地でドモン・カッシュに敗れたはずのマスターガンダムが、ギアナからネオホンコンに直行したドモンのゴッドガンダムより先に決勝大会に到着している理由はテレビ本編では語られず、レーザーディスクについていた監督へのインタビューにて事の顛末が明かされている。漫画『超級!機動武闘伝Gガンダム』ではギアナ高地にいたマスターガンダムはネオホンコンにいるマスター・アジアが遠隔コントロールしていたため、万全ではなく不覚を取ったと説明されている。30周年記念のWEB小説『機動武闘伝Gガンダム外伝 天地天愕』ではこの設定を踏まえてマスターガンダム及びマスター・アジア本人自体もコピー体であり、コピー体を遠隔コントロールしていたとしている。
- ゲーム『ガンダム無双』では、ドモンと共にゲスト出演。主にヒイロ・ユイと行動を共にする他、マスター・アジア自身のシナリオではジェリド・メサをはじめとするティターンズと共闘する場面が多い。また、ヒイロでシナリオを進めると才能を見込んで、奥義である石破天驚拳を伝授するために勝負を挑む展開もある。『ガンダム無双2』のシナリオでは、ガンダムパイロット達や女性パイロットに対し、戦いや武闘家の心構えを教えようとドモンと共に奔走する。特にキラ・ヤマトとアスラン・ザラに対しては兵器の力に頼りすぎることで敵に敬意を払えなくなるという考えを二度の戦闘で拳を通じて教え込む。
- ゲーム『スーパーロボット大戦シリーズ』では、総じて敵として登場するが、条件を満たせば仲間に加わる展開が用意される事がある（ただし、仲間としての正式加入は全て隠し要素となっており、他の隠し要素との択一な事も）。前述のキャラ設定と難しい隠し要素だけあってパイロットとユニット性能が非常に強い。また、『スーパーロボット大戦R』では、デュミナスによって死後にDG細胞を植え付けられ復活、デビルガンダムの生体コアとして登場する。条件を満たすとゲッター線によってDG細胞が取り除かれて完全復活、自軍に参入する（東方不敗曰く、ゲッター線からのお詫び）。また『新スーパーロボット大戦』では、正体が異星人というオリジナル設定で登場した。
- コスパのラジオCMにドモンと共に登場している。音泉の番組内などで聴ける。
- 『Gガンダム』監督の今川泰宏が東方不敗が死ぬ第45話の絵コンテを描いた際に、 (まだ数話残っているにもかかわらず) ラストシーンに「完」の文字を書いてしまったという逸話がある。また今川は第45話の後、風邪を引き、「東方不敗の呪い」とコメントした[1]。
- 「東方不敗」という言葉は、中国の人気武俠小説である金庸作の『秘曲 笑傲江湖』に登場する敵役の名前から採用された。

## 流派東方不敗
流派東方不敗は、アニメ『機動武闘伝Gガンダム』に登場する架空の流派である。
コミックボンボンで連載された漫画版によると「天と地の霊気を父母とし、天地自然の大いなる力をうけて生まれた拳法」と解説されている。
小説版によると釈尊を護るためにその弟子達が編み出したインド拳法の流れを汲む流派。感情の赴くままの破壊を禁じている。
精神の力をもって肉体の限界を超越することを基本としている。
流派東方不敗では格闘術以外にも、兵法や武器の作成法などの戦になった際に活用され役に立つ技術または戦術を教えのひとつとして伝えている。
その歴史については諸説あり謎も多い。
源流にあるインド拳法から数えてのものか、マスター・アジアをして「中興の祖」と称している場合もある。マスター・アジアの他には弟子であるドモン・カッシュ、またその弟子のユウゴ・カガミが体得している。ギャグ漫画『がんばれ!ドモンくん ガンダムパーティ』では、愛馬である風雲再起も会得しているらしい。流派東方不敗の人間同士が出会った際は、「流派東方不敗は      王者の風よ 全新系裂 天破侠乱 見よ! 東方は赤く燃えている!!」という漢詩を訓読しつつ互いの拳を合わせた挨拶をする。
ここでは便宜上ドモン・カッシュの持ち技も説明する。

### 主な技
王家・索命陰霊拳（おうけ・さめいいんれいけん）
超級覇王電影弾（ちょうきゅうはおうでんえいだん）
超級覇王聴演舞（ちょうきゅうはおうちょうえんぶ）
劔覇千王気炎弾（けんはせんおうきえんだん）
「B-CLUB」誌 vol.110に掲載された東方不敗インタビューにおいて明らかとなった技。TV本編には登場しないが、ゲーム『スーパーロボット大戦』シリーズにおいて生身の東方不敗が繰り出す突きの連打としてヴィジュアル化された。

#### 掌法（フィンガー系）
光輝唸掌（こうきおんしょう）
漫画『超級!機動武闘伝Gガンダム』に登場する技。流派東方不敗の基本技の一つで、気を込めた掌打を相手に放つ。ドモンが生身で使用した。
シャイニングフィンガー（小説版）
小説版ではマスター・アジアがドモンに授けた技のひとつ。ガンダムに乗らずとも生身で使用可能な技として描かれている。掌底打として機能もするが3本の指先に「気」を集中して相手の額に放つ事で、脳神経を麻痺させる事ができるのが本来の技の性質である。
また、気弾を放つ事も可能である。力業でそのまま相手の額を突き破り殺傷する事も可能だが、釈尊を護るための拳法に由来する流派東方不敗ではそれを禁じ手としている。
シャイニングフィンガーの特性はシャイニングガンダムを参照。
灼熱サンシャインフィンガー
第7回大会でヤマトガンダムが使用した必殺技。
ハートフルフィンガー
シャッフル・ハートに乗った際に放つ技。
クーロンフィンガー
クーロンガンダムに乗った際に放つ技。
ダークネスフィンガー
シャッフル・ハート、クーロンガンダム、マスターガンダムの必殺技の一つ。シャイニングガンダムの「シャイニングフィンガー」や、ゴッドガンダムの「爆熱ゴッドフィンガー」に酷似した技。
威力はシャイニングフィンガーを凌駕し、ゴッドガンダムのゴッドフィンガーに匹敵する。使用時に掌が黒く輝くが、前述の2機と同じく液体金属によるものか、それとも別のものであるかは不明である。気を纏った手刀で突き刺す性質や手刀で相手を突いた後に掌底打に変化したり、さらに相手を握り潰す攻撃に変化したりもする。
ダークネスフィンガーショット
ダークネスフィンガーで気を練りその気を相手に放つ。下のダークネスショットとは別の技。
ダークネスショット
マスターガンダムの技。ダークネスフィンガーの応用技。掌に5つ並んだ小口径ビーム砲門からダークネスフィンガーのエネルギーを気弾にして撃ち出す。
ディスタントクラッシャー
マスターガンダムの腕部特性を用いた技。伸縮可能な前腕部で相手を貫くのがニアクラッシャー、それを前腕部ごと射出して相手を貫くのがディスタントクラッシャーである。分離した腕部はビームワイヤーで本体と接続されているため、即座に引き戻すことが出来る。

#### 刀類を使用する技
シャイニングフィンガーソード
ビームソードにシャイニングフィンガーのエネルギーを送り込んで刀身を巨大化し、相手に斬りつける。
ゴッドスラッシュタイフーン
ゴッドスラッシュを一本または二本構えた状態で高速回転し、竜巻を起こしながら斬る技である。

#### 布類を使用する技
いずれもマスター・アジアが得意とする布を用いた攻撃を、布状のビームを用いてモビルファイターで再現する。なお、弟子であるドモン・カッシュはガンダムファイトでは布を用いた攻撃を使用していないが、第28話にて自身のハチマキでキラル・メキレルのゴーグルを破壊している。
ハートクロス
シャッフル・ハートに乗った際に放つ技。
クーロンクロス
クーロンガンダムに乗った際に放つ技。
マスタークロス
マスターガンダムに乗った際に放つ技。
アンダーマスタークロス
スーパーファミコン用ゲーム『機動武闘伝Gガンダム』に登場する必殺技。
電撃布（エレクトリッククロス）
スーパーファミコン用ゲーム『機動武闘伝Gガンダム』に登場する必殺技。相手を縛り上げ、電撃の様な気を流し衝撃を与える。
回転布
ゲーム『SUNRISE WORLD WAR from サンライズ英雄譚』にて生身で使用した技。布で輪を作り、その中を回し車のように走ることで高速で敵陣を駆け抜ける技。

#### 脚技系
背転脚
スーパーファミコン用ゲーム『機動武闘伝Gガンダム』に登場する必殺技。
ニアクラッシャー
スーパーファミコン用ゲーム『機動武闘伝Gガンダム』に登場する必殺技。

### 主な奥義
十二王方牌大車併（じゅうにおうほうぱいだいしゃへい）
掌を前面に突き出し、大きく円を描くように動かしながら梵字を出現させ、そこから気で使用者の小型の分身を多数作り出し、対象に攻撃を仕掛ける。劇中では秘技とされている。
攻撃後、分身を帰還させる「帰山笑紅塵（きざんしょうこうじん）」を使用する事で、気の消費を抑えることができる。
ゲーム『スーパーロボット大戦F』など一部の同シリーズ作品では「十二王方牌大車輪（じゅうにおうほうはいだいしゃりん）」（表記、音声）となっている。
十二王方牌（じゅうにおうほうはい）
スーパーファミコン用ゲーム『機動武闘伝Gガンダム』に登場する必殺技。通常技を十数発相手に叩き込んだ後に十二王方牌大車併を相手に放つ。技名の十二王方牌に大車併や大車輪などの言葉は付かない。
超級覇王日輪弾（ちょうきゅうはおうにちりんだん）
掌から放つ高熱気弾。相手をガンダムごと蒸発させてしまうほどの威力を持つ。石破天驚拳の完成以前では、シュウジ・クロスの最高の技とされる。
超級覇王電影弾（ちょうきゅうはおうでんえいだん）
超級覇王日輪弾は気を放つ技であるが、超級覇王電影弾は使用者の頭部以外の全身を気弾で渦巻き状に包み、頭から敵陣を突き抜け、多数を攻撃する。東方不敗が使用した場合、最後に「爆発！」の掛け声と合わせ、一気に粉砕する。
2人の体得者による合体技としても使用可能な技である。その場合は1人がエネルギーを纏った砲弾となり、もう1人はその砲弾に自分のエネルギーを与えながら撃ち出す役目をする。使用する際に搭乗者の頭部がMFの頭部にインサートされる。劇中で初めて使用した際には、デスアーミーの大群を一掃している。
酔舞・再現江湖デッドリーウェイブ（すいぶ さいげんこうこデッドリーウェイブ）
気の波動を発しながら対象に突撃し、「爆発！」の掛け声と共に粉砕する。気の波動は残像のように動きの軌跡を見せる。
もともとはTVシリーズ放送中に発売されたスーパーファミコン用ゲーム『機動武闘伝Gガンダム』に登場するオリジナル技「デッドリーウェイブ」だったが、本編においてこの名で正式に採用されたという経緯を持つ。
ゴッドウェイブ
スーパーファミコン用ゲーム『機動武闘伝Gガンダム』に登場する必殺技。ゴッドガンダムに乗るドモンが使用する技で「デッドリーウェイブ」のゴッドガンダム版といった扱い。
石破天驚拳（せきはてんきょうけん）
流派東方不敗が最終奥義。小説版においては天然自然の力を借り、それを拳の形の気功弾として撃ち出す。テレビアニメの設定では自身の気を極限まで高めて放つ気功弾である。生身での使用時は手のひらの真ん中に「驚」の字がある巨大な張り手のような形となる。
コミックボンボンで連載された漫画版では東方不敗とドモンが生身で放ち、デビルガンダムが生み出したガンダムヘッドを破壊している。
石破天驚ゴッドフィンガー
ドモンがマスター・アジアとの最後の戦いの際に編み出した新必殺技。生身で撃ち出した時の様に石破天驚拳のエネルギーを巨大な掌に変化させ、対象を握り潰し燃やす。ドモンが師匠超えを果たした技である。
石破ラブラブ天驚拳
ドモン・カッシュとレイン・ミカムラによる合体技。2人分の石破天驚拳の気功弾が合わさった技である。そのエネルギーは、キング・オブ・ハートの紋章に宿る力強い王の姿を成し、デビルガンダムにハート型の風穴を開けた。

### その他の技
究極石破天驚拳 / 石破究極天驚拳
ゲーム「スーパーロボット大戦シリーズ」に登場する必殺技。マスター・アジアとドモンが同時に石破天驚拳を繰り出す合体攻撃。『スーパーロボット大戦F完結編』で初登場。その後も各作品で登場している。名称とは異なり呼称は「石破究極天驚拳」の流れである。掛け声は「今こそ！ 流派東方不敗が最終奥義！」。合体攻撃として登場したのは『スーパーロボット大戦A』からで、『スーパーロボット大戦A PORTABLE』では、原作第45話の石破天驚拳撃ち合いシーンを再現し、両者の石破天驚拳で敵を叩き潰す。いずれの作品でも「東方不敗・王者之風」の書き割りが入る演出がある。
ダブルダークネスフィンガー（爆熱究極拳）
ゲーム『スーパーロボット大戦IMPACT』から登場する必殺技。マスター・アジアとドモンがダークネスフィンガーとゴッドフィンガーを同時に繰り出す合体攻撃。掛け声は「我らのこの手が真っ赤に燃える！ 悪を倒せと轟き叫ぶ！」。『スーパーロボット大戦A』などでは爆熱究極拳、『スーパーロボット大戦R』ではダークネス・ゴッドフィンガーという名称で使用された。
シャッフル同盟拳
新生シャッフル同盟全員の力を結集して放つ石破天驚拳。グランドマスターガンダムを消滅させた。
風雲烈火
ゲーム『SDガンダム GGENERATION』シリーズに登場する必殺技。敵の周囲を風雲再起と共に高速回転した後、2体がかりで敵に猛烈な高速打撃を浴びせる技。

### 流派東方不敗の兵法
東方不敗・八卦の陣（とうほうふはい はっけのじん）
第17話において、東方不敗がドモン・カッシュを罠に陥れる際に使用。

### 流派東方不敗の作成武器
聖なる爆弾
CDドラマ「爆熱！ 世界高達骨牌拳」中の劇中劇においてマスター・アジアが使用。

## 評価
『愛と戦いのロボット 完全保存版』で発表されたアンケート「みんなで選ぶロボットアニメーションベスト100」では、「一番カッコイイヒーローは？」で第32位、「一番極悪な悪役・敵役は？」で第6位、「一番美しい悪役・敵役は？」で第13位にランクインした。